# Koradacheri
Koradacheri is een panchayatdorp in het district Tiruvarur van de Indiase staat Tamil Nadu. 

## Demografie
Volgens de Indiase volkstelling van 2001 wonen er 5.970 mensen in Koradacheri, waarvan 50% mannelijk en 50% vrouwelijk is. De plaats heeft een alfabetiseringsgraad van 75%. 